# UNIJES
UNIJES ist die Vereinigung der Hochschuleinrichtungen der Jesuiten in Spanien.
Derzeit (2021) sind sieben Hochschulen der Vereinigung angeschlossen.